# Kate Bosworth

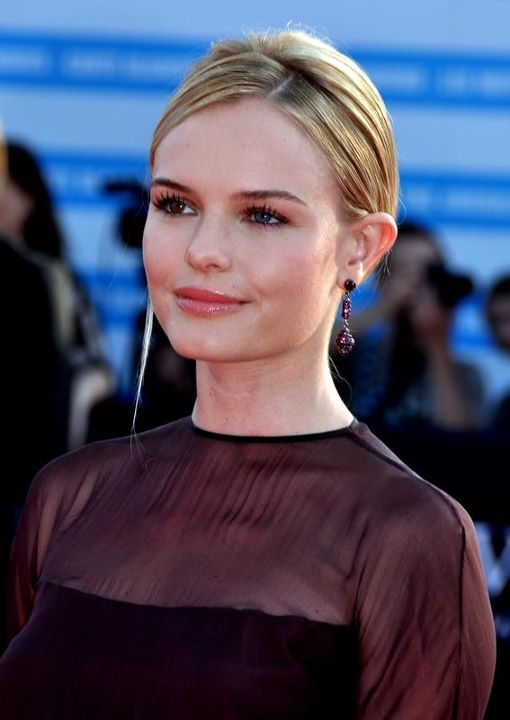
Kate Bosworth (Deauville 2011)

Kate Bosworth, właśc. Catherine Ann Bosworth (ur. 2 stycznia 1983 w Los Angeles) – amerykańska aktorka filmowa.

## Życiorys
Jest córką Hala Boswortha (wykonawcy koszul, bluzek i golfów firmy „Talbots”) i gospodyni domowej Patricii Potter. W 1989 roku wraz z rodzicami przeprowadziła się do San Francisco, trzy lata później do Connecticut, a pięć lat potem do Cohasset, w stanie Massachusetts. Pierwszą kinową rolę zagrała, mając 14 lat w dramacie Roberta Redforda Zaklinacz koni (1998). Podjęła studia na uniwersytecie Princeton, zanim otrzymała propozycje z Hollywood. Najpierw wystąpiła w serialu Amerykańskie nastolatki (2000), a swoje zawodowe początki podsumowuje krótko: „wielka improwizacja”. Po prawdziwej lekcji zawodu u boku Denzela Washingtona w dramacie sportowym Tytani (2000), otrzymała rolę ambitnej surferki w melodramacie przygodowym Błękitna fala (2002), a następnie Dawn Schiller w biografii aktora filmów porno Johna Holmesa Wonderland (2003). Pojawiła się również w teledysku Lenny’ego Kravitza „If I Could Fall in Love” (2002).
Dostawała role zabawnych kumpel i dziewczyn z sąsiedztwa, dlatego po premierze Żyć szybko, umierać młodo (2002) postanowiła nadać swojej karierze żywsze tempo. Dobierała z namysłem role, tak by za każdym razem pokazać nowe oblicze. Zagrała w debiutanckim filmie popularnego aktora Kevina Spacey Wielkie życie (2004) w roli żony piosenkarza Bobby’ego Darina oraz w ekranizacji przygód o Człowieku ze Stali Superman: Powrót (2006) jako Lois Lane, reporterka Daily Planet i miłość życia Clarka Kenta (Superman).
Jej oryginalny wygląd (ma jedno oko niebieskie, drugie brązowe) sprawił, że w 2002 roku zaangażowano ją do reklamowania wspólnie z Orlando Bloomem ubrań firmy GAP. W roku 2005 reklamowała tusze do rzęs „Revlon”.

## Życie prywatne
W latach 2002–2005 była związana z aktorem Orlando Bloomem. Później była w związku z reżyserem Michaelem Polishem, za którego wyszła za mąż w 2013.

## Filmografia
- 1998: Zaklinacz koni (The Horse Whisperer) jako Judith
- 2000: Tytani (Remember the Titans) jako Emma Hoyt
- 2000: Amerykańskie nastolatki (Young Americans) jako Bella Banks
- 2000: Nasz nowy dom (The Newcomers) jako Courtney Docherty
- 2002: Błękitna fala (Blue Crush) jako Anne Marie Chadwick
- 2002: Żyć szybko umierać młodo (The Rules of Attraction) jako Kelly
- 2002: Women of the Beach jako ona sama
- 2003: Advantage Hart jako Trinity Montage
- 2003: Wonderland jako Dawn Schiller
- 2004: Wielki życie (Beyond the Sea) jako Sandra Dee
- 2004: Wygraj randkę (Win a Date with Tad Hamilton!) jako Rosalee Futch
- 2005: Sezon na słówka (Bee Season) jako Chali
- 2006: Superman: Powrót (Superman Returns) jako Lois Lane
- 2007: Zaginiona (The Girl in the Park) jako Louise
- 2008: 21 jako Jill Taylor
- 2010: Honor wojownika (The Warrior’s Way) jako Lynne
- 2011: Nędzne psy (Straw Dogs) jako Amy Sumner
- 2011: Nie ma lekko (L!fe Happens) jako Deena
- 2011: Kolejny szczęśliwy dzień (Another Happy Day) jako Alice
- 2011: Ptaszki (Little Birds) jako Bonnie Muller
- 2013: Movie 43 jako Arlene
- 21013: W obronie własnej (Homefront) jako Cassie Bodine Klum
- 2014: Motyl Still Alice (Still Alice) jako Anna
- 2015: Człowiek mafii (Heist) jako Sydney Silva
- 2016: Zanim się obudzę (Before I Wake) jako Jessie Hobson
- 2018: Zwykli obywatele (The Domestics) jako Nina Monroe West
- 2020: Zabójczy żywioł (Force of Nature) jako Troy
- 2022: Bezsenność we dwoje (Along for the Ride) jako Heidi
- 2022: Barbarzyńcy (Barbarian) jako Melisa